# 630年代
| 千纪： | 1千纪                                                                                  |
| 世纪： | 6世纪 \| 7世纪 \| 8世纪                                                                |
| 年代： | 600年代 \| 610年代 \| 620年代 \| 630年代 \| 640年代 \| 650年代 \| 660年代              |
| 年份： | 630年 \| 631年 \| 632年 \| 633年 \| 634年 \| 635年 \| 636年 \| 637年 \| 638年 \| 639年 |

## 大事记
- 630年，唐朝兵部尚書李靖攻東突厥，頡利可汗被擒，東突厥亡。唐分其地為六州，置都督府以統其眾。四夷君長尊唐太宗為天可汗。伊斯兰教教主穆罕默德統軍攻陷麥加，建阿拉伯帝國。
- 631年，仁壽宮改稱九成宮。玄奘至印度摩揭陀王國，入那爛陀寺，受教於戒賢大師苦學。
- 632年，穆罕默德去世，以「哈里發」（先知的继承人）為元首，穆罕默德岳父阿布·伯克尔任第一屆哈利發。
- 634年，吐谷渾伏允可汗攻唐朝鄯州、涼州。唐太宗遣李靖為西海道行軍大總管出擊。 阿拉伯帝國第一任哈里發阿布·伯克尔卒，第二任哈里發欧麦尔·本·赫塔卜嗣位。
- 635年，唐軍入吐谷渾境二千里，伏允可汗自杀，唐立其子慕容順為王，尋為其下所殺，子諾曷缽嗣位。阿拉伯攻陷東羅馬帝國大馬士革。
- 637年，武则天被李世民納入後宮，封才人。
- 638年，吐蕃赞普松赞干布發兵擊吐谷渾，又攻松州，败于唐朝。阿拉伯攻陷東羅馬帝國耶路撒冷。
- 639年，唐太宗命懷化郡王李思摩為俟利苾可汗，高昌國王麴文泰屢遏絕西域貢使，唐太宗遣吏部尚書侯君集出擊。

## 逝世
- 632年，穆罕默德
- 635年，唐高祖
- 636年，长孙皇后
- 638年，秦叔宝